# Timaios von Lokroi
Timaios von Lokroi (auch Timaios von Lokri; altgriechisch Τίμαιος Λοκρός Tímaios Lokrós, latinisiert Timaeus Locrus) war angeblich ein Philosoph aus der Schule der Pythagoreer. Als Gesprächspartner des Sokrates müsste er im 5. Jahrhundert v. Chr. gelebt haben. Seine Existenz ist jedoch unsicher, da er lediglich in zwei Dialogen Platons als literarische Figur auftaucht; alle Angaben in späteren Quellen basieren auf diesen Dialogen oder sind erfunden. Timaios ist Hauptunterredner des nach ihm benannten Dialogs Timaios und tritt auch im Kritias auf.

## Frage der historischen Existenz
Bei Platon erscheint Timaios als vornehmer und reicher Bürger der griechischen Kolonie Lokroi Epizephyrioi in Kalabrien, der in seiner Heimatstadt hohe Ämter ausgeübt hatte, bevor er nach Athen kam, wo das im Timaios literarisch ausgestaltete Gespräch angeblich stattfand. Dass er Pythagoreer gewesen sei, sagt Platon nicht ausdrücklich, doch lässt es sich aus seinen Äußerungen im Dialog leicht erschließen. Seine Kompetenz in allen Bereichen der Philosophie, besonders auf dem Gebiet der Naturphilosophie, sowie in der Astronomie wird hervorgehoben.
In der Antike wurde Timaios’ Existenz nicht bezweifelt. Cicero schreibt, Platon sei nach Italien gereist, um sich dort bei Timaios und anderen Pythagoreern über pythagoreische Weisheitslehren zu informieren. Die Nachricht, dass Platon Timaios auf seiner Italienreise begegnet sei, führte in der Spätantike den Gelehrten Macrobius Ambrosius Theodosius zur Folgerung, Timaios könne kein Zeitgenosse und Gesprächspartner des Sokrates gewesen sein, der damals längst nicht mehr am Leben war. Der spätantike Philosoph Iamblichos führt Timaios unter den bekannten Pythagoreern auf.
In der modernen Altertumswissenschaft herrscht die Ansicht vor, dass Platon die Gestalt des Timaios erfunden hat. Man nimmt an, dass er ihr Züge ihm bekannter Pythagoreer wie des Archytas von Tarent verlieh. Das Hauptargument für die Hypothese einer literarischen Fiktion ist, dass alle überlieferten Informationen über Timaios aus Platons Angaben abgeleitet sein können. Ein Gegenargument lautet, dass Platon in seinen Dialogen in der Regel historische Personen auftreten lässt.

## Unechte Werke

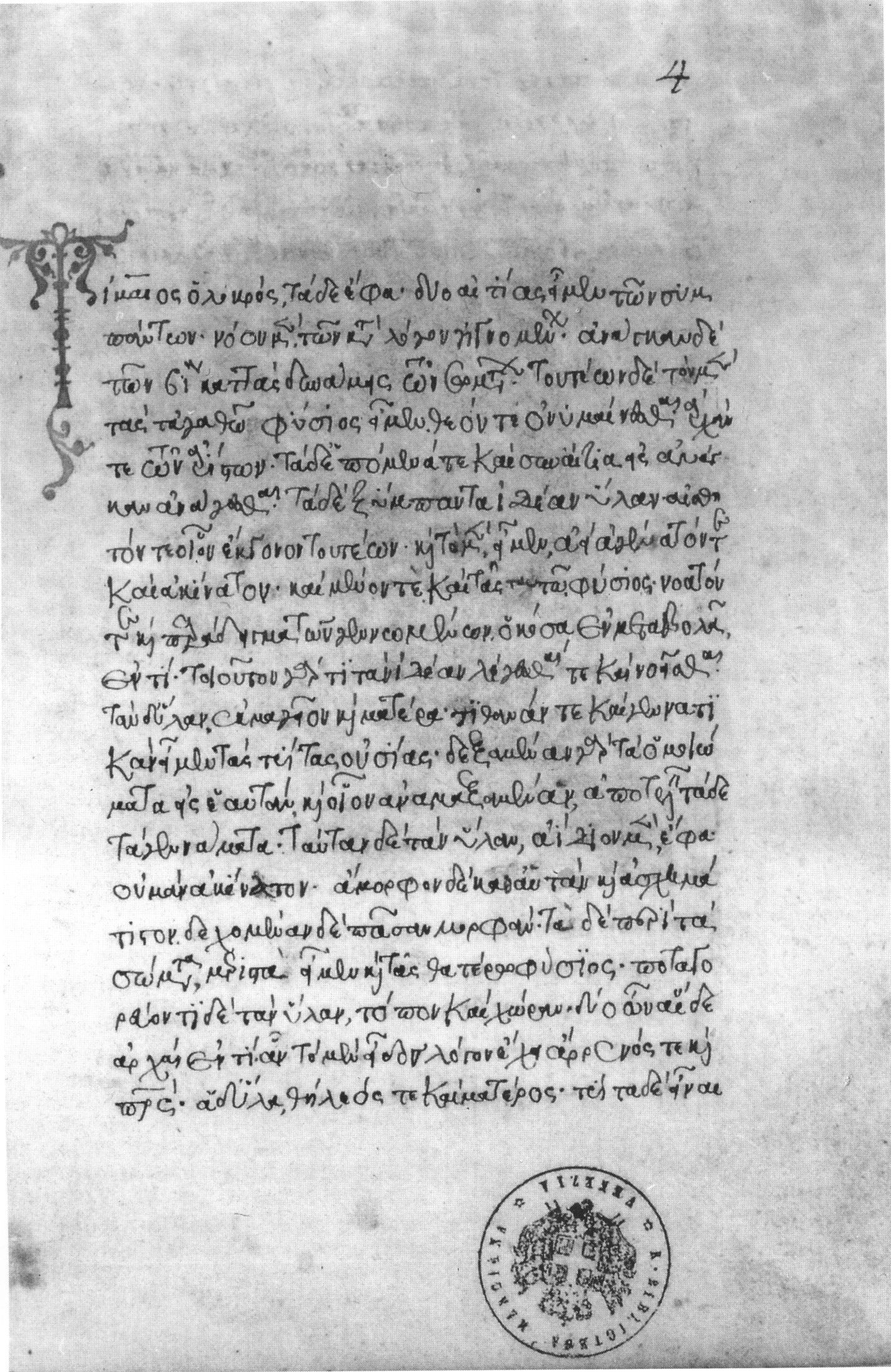
Pseudo-Timaios von Lokroi, Über die Natur des Kosmos und der Seele in einer Handschrift aus dem Besitz von Kardinal Bessarion. Venedig, Biblioteca Nazionale Marciana, Gr. 517, fol. 4r (15. Jahrhundert)

Eine in dorischem Dialekt verfasste Schrift mit dem Titel Über die Natur des Kosmos und der Seele (Περὶ φύσιος κόσμω καὶ ψυχᾶς Peri phýsios kósmō kai psychās), die vollständig erhalten und in mehr als fünfzig Handschriften überliefert ist, beginnt mit den Worten „Timaios der Lokrer sagte Folgendes“. Sie wird in den maßgebenden Handschriften als Werk des Timaios bezeichnet. Im 2. Jahrhundert n. Chr. wird sie erstmals in Quellen erwähnt (bei Nikomachos von Gerasa und im Timaios-Kommentar des Lukios Kalbenos Tauros). Ihre Echtheit wurde in der Antike nicht bezweifelt. Sie enthält eine zusammenfassende Darstellung der Lehren, die Timaios von Lokroi in Platons Dialog Timaios vorträgt, und stimmt im Aufbau weitgehend mit Platons Werk überein. Daher glaubte man, es handle sich um eine Schrift des Timaios, die Platon als Vorlage für den Hauptteil seines Dialogs (die Rede des Timaios) diente. Diese Annahme lag nahe, denn schon seit dem 3. Jahrhundert v. Chr. kursierte das Gerücht, der Timaios sei ein Plagiat; es wurde behauptet, Platon habe für viel Geld ein pythagoreisches Buch gekauft, dem er die im Timaios dargelegten naturphilosophischen Lehren entnommen habe. Dieses Buch wurde nun mit Über die Natur des Kosmos und der Seele identifiziert.
Erst moderne philologische Untersuchungen haben gezeigt, dass Über die Natur des Kosmos und der Seele aus dem späten 1. Jahrhundert v. Chr. oder aus dem 1. Jahrhundert n. Chr. stammt und auf Platons Timaios basiert. Es handelt sich um einen der zahlreichen pseudepigraphen philosophischen Traktate, deren anonyme Autoren ihre Schriften bekannten Pythagoreern der Vergangenheit zuschrieben. Ein Hauptunterschied zu Platons Timaios besteht darin, dass Pseudo-Timaios nur den Lehrgehalt wiedergibt und auf die Begründungen und methodologischen Überlegungen verzichtet. Andererseits fügt er gelegentlich eigene Begründungen und Material aus anderen platonischen Dialogen ein. Seine Haltung zu den erörterten Fragen ist eindeutiger als diejenige von Platons Timaios, seine Herangehensweise schulmäßig. Einzelne Stellen bei Pseudo-Timaios sind unverständlich oder irreführend, wenn man den Dialog Timaios nicht kennt. Der Stil des Pseudo-Timaios ist im Vergleich mit der enthusiastischen Ausdrucksweise im platonischen Dialog nüchtern.
Über die Natur des Kosmos und der Seele zeigt Spuren der Gedankenwelt und Terminologie des Mittelplatonismus; insbesondere sind Berührungspunkte mit Schriften des Eudoros von Alexandria und Philons von Alexandria erkennbar. Daher ist die Hypothese plausibel, dass der Verfasser in Alexandria lebte und mit der Philosophie des Eudoros vertraut war. Er modernisierte die Naturphilosophie von Platons Timaios, indem er Entwicklungen der hellenistischen Astronomie und Medizin berücksichtigte.
Anscheinend ist Material aus einem älteren, heute verlorenen Timaios-Kommentar (oder mehreren) eingeflossen. Nach einer von manchen Altertumswissenschaftlern akzeptierten Hypothese von Richard Harder ist das Werk in zwei Etappen entstanden: Pseudo-Timaios, der Autor der überlieferten Fassung, überarbeitete eine ältere, in hellenistischer Zeit entstandene Timaios-Bearbeitung.
In der Suda, einer byzantinischen Enzyklopädie des 10. Jahrhunderts, und in Scholien zu Platons Timaios wird Timaios von Lokroi eine Schrift Mathēmatiká zugeschrieben, über die ansonsten nichts bekannt ist. Wahrscheinlich handelt es sich um eine Verwechslung des Timaios von Lokroi mit einem gleichnamigen Astrologen. Ferner soll Timaios von Lokroi eine Lebensbeschreibung des Pythagoras verfasst haben; dieser Nachricht liegt wohl eine Verwechslung mit dem Geschichtsschreiber Timaios von Tauromenion zugrunde, der in seinem Geschichtswerk auf die Tätigkeit des Pythagoras einging.

## Rezeption
Die Schrift „Über die Natur des Kosmos und der Seele“ war noch den spätantiken Neuplatonikern Iamblichos, Syrianos, Proklos und Simplikios bekannt. Das Werk des Pseudo-Timaios stützte die in neuplatonischen Kreisen verbreitete Überzeugung, dass Pythagoreismus und Platonismus ein einheitliches Lehrgebäude bilden. Dies entsprach der Absicht des anonymen Verfassers, der die Einreihung Platons in die pythagoreische Tradition dokumentieren wollte.
Im 15. Jahrhundert übersetzte der Humanist Giorgio Valla „Über die Natur des Kosmos und der Seele“ ins Lateinische; 1498 wurde seine Übersetzung in Venedig gedruckt. Der griechische Text erschien erstmals 1513 als Bestandteil einer Platon-Gesamtausgabe bei Aldo Manuzio in Venedig. Es folgte eine Reihe weiterer Drucke; das Werk, das im 16. Jahrhundert weiterhin als Vorlage von Platons Timaios galt (so auch in der Stephanus-Ausgabe der Werke Platons), wurde häufig in die Platon-Drucke aufgenommen.

## Textausgaben und Übersetzungen
- Walter Marg (Hrsg.): Timaeus Locrus, De natura mundi et animae. Editio maior. Brill, Leiden 1972, ISBN 90-04-03505-2 (maßgebliche kritische Ausgabe mit deutscher Übersetzung; S. 83–113 Zusammenstellung der Quellenzeugnisse mit Kommentar)
- Thomas H. Tobin (Hrsg.): Timaios of Locri, On the Nature of the World and the Soul. Scholars Press, Chico (California) 1985, ISBN 0-89130-767-2 (griechischer Text mit Einführung, englischer Übersetzung und Kommentar)
- Jan Hendrik Waszink (Hrsg.): „Timaeus“ a Calcidio translatus commentarioque instructus. 1962; Leiden 1975 (= Plato Latinus. Band 4).